# Попович Оксана Зенонівна
Окса́на Зено́нівна Попо́вич (2 лютого 1926, с. Жуків — 22 травня 2004, Івано-Франківськ) — українська дисидентка, учасниця національно-визвольного руху, членкиня ОУН та Української Гельсінської групи.

## Життєпис

### Ранні роки
Народилася 2 лютого 1926 року у с. Жуків Городенківського повіту Станиславівського воєводства (нині Тлумацького району Івано-Франківської області) в родині просвітянина, колишнього вояка Української Галицької Армії, учасника Листопадового зриву у Львові 1918 року — Зенона-Мар'яна Поповича та вчительки Олени Новодворської (походила з родини письменника Леся Мартовича).
Закінчила початкову школу, навчалася в українській гімназії міста Городенка. Була членкинею Юнацтва Організації Українських Націоналістів, де здобула військовий та санітарний вишкіл.

### Перший арешт
З початку 1944 року стала повною членкинею ОУН, районна провідниця. На початку 1945 року заарештована в с. Спас Коломийського району, при собі мала повстанську літературу. В липні 1945 року під вигаданим ім'ям Петрушак Варвара Петрівна була засуджена Військовим трибуналом НКВС на 10 років позбавлення волі у таборах Воркути (12-й табір ч. 223-Р «Предшахтна») та Комі АРСР («Мукерка», «Адат») на тяжких роботах, з поразкою в правах на 3 роки та з конфіскацією майна. При етапуванні була поранена в груди і праву ногу при спробі втекти з колони, дістала вивих ноги.
Після закінчення терміну ув'язнення, навесні 1955 року, була етапована на заслання в Красноярськ. Звільнена в серпні 1956 року після скасування заслання при М. Хрущові.

### Дисидентська діяльність
Після звільнення з заслання приїздить до с. Манява Богородчанського району Івано-Франківської області, де мешкала сестра. У 1960 році закінчила вечірню середню школу в смт Солотвин. Переходить на своє справжнє ім'я. При обстеженні лікарями встановлена інвалідність другої групи. У пошуках роботи разом з матір'ю переїжджає до с. Крихівці за 5 км від Івано-Франківська в найману хату, працює обліковкою в Івано-Франківському відділенні «Енергозбуту».
З 1959 року веде патріотичну й просвітницьку роботу — допомагає у поширенні самвидаву, збирає кошти на підтримку політв'язнів, організовує вечори, лекції. Знайомиться з Іваном Дзюбою та Оксаною Мешко. У грудні 1969 року підписала заяву 16-х колишніх політв'язнів «Знову камерні справи?» на ім'я Голови Президії Верховної ради УРСР, спрямовану проти практики засудження в ув'язненні. Заява публікувалась в «Українському віснику» № 1 за 1970 рік, транслювалась радіо «Свобода».

### Другий арешт
В кінці 1974 року отримала квартиру в Івано-Франківську, а вже через місяць була вдруге заарештована за звинуваченням у проведенні антирадянської агітації та пропаганди. Під час арешту пересувалася на милицях — нещодавно була зроблена друга операція на стегновій кістці, пошкодженій кулею при спробі втечі з етапної колони під час першого арешту. Протестуючи проти затримання, голодувала 48 діб. На початку 1975 року засуджена Івано-Франківським облсудом на 8 років таборів суворого режиму та 5 років заслання, визнана особливо небезпечною рецидивісткою. Ув'язнення відбувала разом з Іриною Калинець, Іриною Сеник, Стефанією Шабатурою, Надією Світличною, Дарією Гусяк, Марією Пальчак, Нійоле Садунайте в одному з таборів «Дублагу» (ЖХ-385/3 в с. Барашево Теньгушовського району, Мордовія). Через інвалідність відмовилась працювати, але неодноразово брала участь в протестних акціях та голодуваннях разом з іншими ув'язненими. Будучи в таборі, у 1979 році стала членкинею Української Гельсінкської групи. В бюлетні УГГ за № 8 від 20 лютого 1980 року Оксана Попович значиться серед тих, хто найбільше потребує негайного звільнення з таборів.
У жовтні 1982 року після закінчення терміну ув'язнення етапована на заслання в с. Молчаново Томської області. Звільнилась у жовтні 1987 року.

### Після звільнення
Після заслання повернулася до Івано-Франківська, де залишила у далекому 1974 році матір.
У липні 1988 року була серед членів-засновників Івано-Франківської обласної філії Української Гельсінської Спілки, обрана скарбницею спілки. При перетворенні на Установчому з'їзді 29-30 квітня 1990 року УГС на Українську Республіканську партію була серед тих, хто відмовилися вступати до новоствореної політичної партії.
Повністю реабілітована.
Останніми роками Оксана Попович тяжко хворіла. Жила самотньо на мізерну пенсію. Доглядали її сестра Марія Скрипник та племінниця Наталя. Померла 22 травня 2004 року. Похована 24 травня на Алеї Героїв у Івано-Франківську.

## Державні нагороди
- Орден «За мужність» I ст. (8 листопада 2006)[1] — за громадянську мужність, самовідданість у боротьбі за утвердження ідеалів свободи і демократії та з нагоди 30-ї річниці створення Української Громадської Групи сприяння виконанню Гельсінкських угод (посмертно).